# ایران قاجاری
ایران قاجاری یا شاهنشاهی قاجار با نام رسمی دولت عِلیّهٔ ایران، یک پادشاهی ایرانی بود که میان سال‌های ۱۱۷۵ تا ۱۳۰۴ خورشیدی به‌دست دودمان قاجار اداره می‌شد. ایران در این دوره با نام ممالک محروسه ایران نیز شناخته می‌شد. ایران قاجاری توسط آقامحمدخان قاجار بنیان گذاشته شد و در زمان مظفرالدین‌شاه و پس از جنبش مشروطه، نوع حکومت ایران تبدیل به پادشاهی مشروطه گردید. آخرین شاه این دولت نیز احمدشاه بود که در سال ۱۳۰۴ و با تصویب مجلس شورای ملی، از پادشاهی برکنار و سرانجام در این تاریخ، انحلال سلسله قاجار اعلام شد.
قاجارها دودمانی ترک‌تبار از ایل قاجار بودند که طوایف قزلباش را شکل می‌دادند و در به پادشاهی رساندن شاه اسماعیل یکم در سال ۱۵۰۱ میلادی اثرگذار بودند. با سقوط اصفهان در سال ۱۷۲۲ میلادی، نقش قاجارها در مناسبات سیاسی ایران افزایش پیدا کرد و محمدحسن‌خان قاجار در آشوب‌های پس از قتل نادرشاه بر بخش‌های بزرگی از کشور چیره گشت اما در نهایت توسط کریم‌خان زند سرکوب شد. پس از محمدحسن‌خان قاجار، فرزندش آقامحمدخان در سال ۱۷۹۴ میلادی کنترل کامل ایران را به دست گرفت، دولت زندی را سرنگون و بخش‌های وسیعی از قفقاز را مجدداً تابع ایران کرد. آقامحمدخان در سال ۱۷۹۶ میلادی، شهر مشهد را به آسانی تصرف کرد و به دودمان افشاری نیز، که در این شهر حاکم بود، پایان داد. آقا محمدخان قاجار پس از این رویدادها و نیز پیروزی در نبرد کرتسانیسی با گرجی‌ها، رسماً به‌عنوان شاه ایران تاج‌گذاری کرد.
قفقاز و هرات به ترتیب در جنگ با روسیه در زمان فتحعلی‌شاه و جنگ با بریتانیا در زمان محمدشاه و ناصرالدین‌شاه از دست رفتند. با این حال، موفق شدند با ایجاد توازن میان قدرت‌های اروپایی ایران را — برخلاف عثمانی — واحد نگه دارند ولی کشور از نظر مالی به اروپایی‌ها بدهکار شد. آشنایی با تمدن غرب و معاهده‌های مهم، موجب آغاز جنبش لیبرالی در سال ۱۹۰۶ در عهد مظفرالدین‌شاه شد که به انقلاب مشروطه و تشکیل مجلس شورای ملی منجر گردید. محمدعلی‌شاه شاه بعدی، با آن مخالفت کرد و مجلس را به توپ بست. با آغاز جنگ جهانی یکم، عثمانی، روسیه و بریتانیا اراضی کشور بی‌طرف ایران را اشغال کردند که حاصلش هرج و مرج و قحطی بود. نهایتاً رضاخان پهلوی کشور را آرام و مجلس قاجاریه را عزل کرد.

## تلاش برای پادشاهی
پس از شورش افغان‌ها و فروپاشی حکومت صفویه، شاه تهماسب دوم — پادشاه آواره صفوی — پس از مدتی به مازندران گریخت و فتحعلی‌خان قاجار خدمت وی را پذیرفت. فتحعلی خان قاجار سردار سپاه تهماسب دوم شد و در حقیقت تهماسب بازیچه‌ای در دست فتحعلی خان بود. اما با پیوستن نادر به سپاه تهماسب، فتحعلی خان مقام پیشینش را از دست داد و در مشهد به تحریک نادر کشته شد.
پس از فتحعلی خان، پسر دوازده ساله‌اش محمدحسن‌خان قاجار جای او را گرفت؛ ولی نادر شاه افشار در زمان حکومتش برای جلوگیری از به قدرت رسیدن محمدحسن خان که در هنگام قتل پدر ۱۲ سال بیش نداشت یوخاری‌باشها که ساکنان بالادست رود گرگان بودند را به حکمرانی منصوب کرد تا بدین ترتیب با ایجاد شکاف و چندگانگی میان طوایف قاجار، نگران ناآرامی‌های داخلی نگردد و آشاغی‌باش‌ها زیر نظر حکومت ایشان گردند.
پس از مرگ نادرشاه در سال ۱۱۲۶ هجری خورشیدی، طایفه قاجارهای استرآباد به سردمداری محمدحسن خان در پی به دست آوردن پادشاهی برآمدند. اما در نهایت از کریم خان زند شکست خوردند و محمدحسن خان در نبرد با سپاه صادق خان زند کشته شد. فرزندان او از جمله آقامحمد خان و حسینقلی خان جهانسوز به عنوان گروگان در دربار زندیه نگهداری شدند. یک‌بار حسینقلی خان که از سوی کریم خان زند برای سرکوبی حاکم استرآباد فرستاده شده بود، در سمنان یاغی شد، ولی به دست زکی‌خان زند کشته شد.

## تشکیل حکومت پادشاهی قاجاریه
هنوز مراسم خاکسپاری کریم خان زند (۱۱۹۳ هجری قمری) پایان نیافته بود که سران حکومت برای کسب قدرت به کشمکش پرداختند. سرانجام در سال ۱۲۰۳ هجری قمری لطفعلی خان فرزند جعفرخان به قدرت رسید. شش سالی که لطفعلی خان به ظاهر قدرت را در دست داشت جز درگیری با مخالفان کار دیگری نداشت. در این دوران کشمکش‌های داخلی زندیه باعث شده بود، سران ایل قاجار که در شمال ایران، نواحی گرگان و مازندران علی‌الخصوص در استرآباد نفوذ داشتند، به سوی گرفتن قدرت خیزبردارند و پس از آخرین درگیری‌های بین لطفعلی خان و آقامحمدخان، خان قاجار به شیراز لشکرکشی کرد و پایتخت آخرین بازمانده دودمان زند را محاصره کرد.
دو ماه محاصره، باعث کمبود مواد غذایی برای سربازان و چهارپایان قجرها شد و آن‌ها به ناگزیر به تهران بازگشتند. لطفعلی خان به خیال پیشگیری از حمله مجدد وی به کرمان لشکرکشی کرد تا بر آنجا مسلط شود و راه نفوذ خان قاجار را سد کند. اما وی در این حمله موفق نبود و به شیراز بازگشت. این شکست سیاسی آثار بدی در درون نظام زندیه گذاشت و برخی سران و قدرتمندان درون حکومت به دلیل عدم کفایت لطفعلی خان به فکر توطئه علیه وی افتادند.
سرانجام با لشکرکشی آقا محمدخان به شیراز، با نوعی حیله جنگی لطفعلی خان شکست خورد و به کرمان گریخت. مدت‌ها قبل تر، حسین‌قلی‌خان از کریمخان زند درخواست کرد که او را به حکومت دامغان منصوب و برادرش مرتضی‌قلی‌خان را نیز به نیابت وی اعزام دارد. وکیل این تقاضا را پذیرفت و همین که حسینقلی‌خان و برادرش به دامغان رسیدند با ایلات ترکمان و قاجار روابطی برقرار کردند و سر به طغیان برداشتند. حسینقلی‌خان با لقب جهانسوز شاه با کمک برادرانش بر حاکم مازندران دست یافت و او را به قتل رسانید و در بابل سلطنت خود را اعلام کرد. سلطنت پادشاه بی‌تاج و تخت قاجار در مازندران چندان طول نکشید زیرا وی در برابر سپاه اعزامی زندیه و سردار سفاک و بی‌رحم آنان، زکی‌خان زند تاب مقاومت نیاورد و به گرگان گریخت تا بار دیگر از ماجراجویان ترکمان و قاجار سپاهی فراهم آورد. در واقع عده زیادی از مردم بابل به جرم هواخواهی از جهانسوز شاه به امر زکی‌خان به فجیع‌ترین وضع به قتل رسیدند و بار دیگر طغیان یک خانواده قاجاری باعث قتل و خونریزی در مازندران شد و شاید به همین علت پس از آنکه جهانسوز شاه با سپاهی معدود به سراغ حاکم جدید مازندران آمد و او را دستگیر کرد، سپاهیان جهانسوز با قوای مردم او را رها کردند و دو تن از غلامانش را به قتل وی تحریک کردند و جهانسوزشاه به‌دست آنان مقتول شد و طفل کوچکی به نام باباخان از او باقی ماند که بعدها با نام فتحعلی‌شاه جانشین پدر و عمویش شد. آقا محمد خان در سال ۱۲۰۶ هجری قمری در عمارت کلاه فرنگی شیراز به تخت نشست. طی دو سال بعد میان این دو رهبر نبردهای پراکنده یی رخ داد تا لطفعلی خان سرانجام در ۱۲۰۸ بر کرمان مسلط شد. این خبر آقامحمدخان را برانگیخت که کار وی را یکسره کند؛ لذا در تابستان همان سال وی با لشکری مجهز به کرمان حمله برد و پس از نه ماه از محاصره شهر درحالی‌که اردوی قاجار به شدت خسته شده بود و خان قاجار قصد مراجعه به تهران و دست بردار شدن از حکومت زندیه را داشت، با خیانت عده‌ای از داخل شهر کرمان و بازکردن یکی از دروازه‌های شهر و با شکست لطفعلی خان کرمان را تسخیر کرد و به کشتار و قتل‌عام مردم آن دیار پرداخت. بسیاری از مردم را کور کرد و عده زیادی را به طرز فجیعی به قتل رساند.
لطفعلی خان نیز که به بم گریخته بود توسط حاکم آنجا دستگیر و تسلیم آقا محمد خان شد. به دستور وی ابتدا لطفعلی خان را کور کرده و به طرز فجیعی به قتل رساندند. بدین سان سلسله زندیه به نقطه پایان خود رسید.

## اقدامات و رخدادهای مهم در دوران حکومت قاجاریه
به دلیل هجده سال فتح و تثبیت خستگی‌ناپذیر آقامحمدخان است که ایران (در وسعت امروزی خود) سرانجام تحت سلطنت یک پادشاه واحد قرار گرفت و بدین ترتیب توانست از طوفان‌های قرن نوزدهم و اوایل قرن بیستم عبور کند. بین سالهای ۱۷۸۵ تا ۱۹۲۵، ایران تحت سلطنت قاجار متحد شد. قاجارها باعث وحدت کشوری شدند که پیش از آن سالها در آشوب بود، و تصویری از شکوه و عظمت شاهنشاهی را که آخرین بار در دوران صفویه در قرن ۱۷ دیده شده بود، دوباره زنده کردند. رنگ‌ها و ترتیب آن‌ها در پرچم کنونی ایران در زمان زمان پادشاهی ناصرالدین شاه قاجار و در زمان صدارت امیرکبیر مدون گردید و برای اولین بار نیز در دوران صدارت امیرکبیر به سال ۱۸۴۹ در سفارت ایران در لندن، پرچم شیر و خورشید ایران برافراشته شد.
هم‌زمان با دوران حکومت قاجاریه که مصادف با اوج انقلاب صنعتی در اروپا بود، ایران با دنیای غرب آشنا گردید. بسیاری از دستاوردهای دنیای صنعتی همچون کارخانه‌های تولید انبوه، تولید الکتریسیته، چاپخانه، تلگراف، تلفن، چراغ برق، شهرسازی مدرن، راهسازی مدرن، خط آهن، سالن اپرا (که در ایران به سالن تعزیه تغییر کاربری داد) در کشورهای صنعتی بوقوع پیوسته بودند، بنابراین در ایران نیز تلاش گردید که مشابه آن‌ها به اجرا گذاشته یا احداث گردد. تمامی اولین اقدامات در جهت مدرنیزاسیون با کوشش‌های عباس میرزا در تبریز آغاز شد اما به علت مرگ نابه هنگام وی عقیم ماند و بعدها امیرکبیر این اقدامات را در تهران پی گرفت.
مدرسه دارالفنون در زمان صدارت امیرکبیر، در هفت شعبه تأسیس شد و اولین مدرسهٔ جدید ایران بود. شاهزادگان قاجار نخستین دانشجویان دارالفنون بودند. در دارالفنون اصول علمی جدید و دانش‌های مهندسی، پزشکی و فنون به جوانان آموزش داده می‌شد و بسیاری از معلم‌های آن از اروپا و به ویژه از کشورهایی چون اتریش، اسپانیا، ایتالیا و فرانسه به کار گرفته شده بودند. اعزام اولین گروه‌ها از دانشجویان ایرانی به اروپا جهت تحصیل در شاخه‌های پزشکی و مهندسی در زمان حکومت قاجاریه و توسط عباس میرزا انجام پذیرفت.
در طی قرارداد بازسازی ارتش ایران جهت مقابله با ارتش امپراتوری روس در زمان حکومت فتحعلی‌شاه قاجار و پس از قرارداد نظامی‌اش با ناپلئون بناپارت امپراتور فرانسه بازسازی ارتش با روش مشق و تجهیز آن به جنگ‌افزار نوین اروپایی آغاز شد. در دوره قاجاریه با همت و تلاش عباس میرزا و سپس امیر کبیر، سازمان ارتش ایران مجدداً به صورت منسجم و هماهنگی درآمد و ارتش ایران به ده تومان تقسیم شد که هر تومان متشکل از چهار تا یازده فوج و فرمانده هر فوج یک سرتیپ بود. بعد از شکست ایران از روسیه و تشکیل دیویزیون قزاق در ایران، به‌طور کلی نیروی زمینی ارتش را بخش‌های زیر تشکیل می‌دادند:
1. قشون جنوب ایران
2. دیویزیون قزاق
3. بریگاد مرکزی
4. نظام ایالات و ولایات
5. قوای داوطلب شرقی
6. ژاندارمری
7. امنیه و قوای مشابه
8. پلیس منظم
9. پلیس ایالات و ولایات.

در زمان این سلسه و بعد از کشمکش بسیار بین شاهان قاجار و آزادی خواهان، جنبش مشروطه در ایران برپا شد و سرانجام ایران دارای مجلس (پارلمان) شد و بخشی از قدرت شاه به مجلس واگذار گردید. احمد کسروی می‌نویسد: «در زمان قاجار، ایران بسیار ناتوان گردید و از بزرگی و جایگاه و آوازه آن بسیار کاسته شد و انگیزه این بیش از همه یک چیز بود و آن اینکه جهان دیگر شده و کشورها به تکان آمده، ولی ایران به همان حال پیشین خود بازمی‌ماند.». کسروی در ادامه می‌افزاید: «اینان خود کاری نمی‌کردند و دیگران را هم نمی‌گذاردند. در زمان محمدشاه قاجار، میرزا ابوالقاسم قائم مقام وزیر کاردانی بود و به شایستگی کارها را پیش می‌برد؛ ولی محمد شاه او را کشت و جایش را به حاجی میرزا آقاسی داد. در زمان ناصرالدین شاه، میرزا تقی خان امیرکبیر به پیراستن و آراستن ایران می‌کوشید …، ولی ناصرالدین شاه او را کشت …، سپس هم حاجی میرزا حسین خان سپهسالار به کارهایی برخاست …، ولی ناصرالدین شاه او را نگه نداشت و مردم نیز ارج او و کارهایش را ندانستند». از اوائل پادشاهی ناصرالدین شاه قاجار ناخشنودی مردم از ستم وابستگان حکومت رو به افزایش بود. تأسیس دارالفنون و آشنایی تدریجی ایرانیان با تغییرات و تحولات جهانی، اندیشه تغییر و لزوم حکومت قانون و پایان حکومت استبدادی را نیرو بخشید. کشته شدن ناصرالدین شاه به دست میرزا رضا کرمانی که آشکارا انگیزه خود را قطع ریشه ظلم و نتیجه تعلیمات سیدجمال الدین دانسته بود، کوشش بیشتر در روند مشروطه خواهی را سبب شد.

## مهم‌ترین قراردادهای منعقد شده ایران و انگلستان در دوره قاجار
| نام قراردادها            | نام شاه وقت   | تاریخ انعقاد قرارداد |
| ------------------------ | ------------- | -------------------- |
| قرارداد مجمل             | فتحعلی شاه    | ۱۱۸۸ شمسی            |
| قرارداد مفصل             | فتحعلی شاه    | ۱۱۹۱ شمسی            |
| قرارداد تهران            | فتحعلی شاه    | ۱۱۹۳ شمسی            |
| قرارداد پاریس            | ناصرالدین شاه | ۱۲۳۶ شمسی            |
| امتیاز تلگراف            | ناصرالدین شاه | ۱۲۴۱ شمسی            |
| امتیاز رویتر             | ناصرالدین شاه | ۱۲۵۰ شمسی            |
| امتیاز کشتیرانی در کارون | ناصرالدین شاه | ۱۲۶۷ شمسی            |
| امتیاز لاتاری            | ناصرالدین شاه | ۱۲۶۷ شمسی            |
| امتیاز بانک شاهنشاهی     | ناصرالدین شاه | ۱۲۶۷ شمسی            |
| امتیاز توتون و تنباکو    | ناصرالدین شاه | ۱۲۶۸ شمسی            |

## جنگ با روسیه و از دست دادن غیرقابل جبران سرزمین‌ها
در ۱۲ سپتامبر ۱۸۰۱، چهار سال پس از مرگ آقامحمدخان قاجار، روس‌ها زمان را مناسب دیدند و کارتلی-کاختی (گرجستان شرقی) را ضمیمه خاک خود کردند. در سال ۱۸۰۴، روس‌ها با حمله به شهر گنجه در ایران، هزاران نفر از ساکنان آن را قتل‌عام و اخراج کردند بدین ترتیب جنگ ایران و روسیه درسال‌های ۱۸۰۴ تا ۱۸۱۳ آغاز می‌شود که در آخر به شکست ایران منجر می‌شود و معاهده گلستان میان طرفین به امضاء می‌رسد و ایران مجبور می‌شود ایالت‌های گنجه و قره باغ، ولایت‌های شکی، شروان، قبه، دربند، باکو، داغستان، گرجستان، آچوق باشی، محال شوره گل، گروزیه، منگریل، آبخاز و بخش شمالی تالش را به روسیه اعطا نماید.در زمان فتحعلی شاه (حدود ۱۸۳۴–۱۷۹۷)، قاجارها که مشتاق بازگردانی اراضی از دست رفته ایران بودند برای جنگ علیه امپراتوری روسیه عزیمت کردند بدین ترتیب دوره دوم جنگ‌های ایران و روسیه درسالهای ۱۸۲۶ تا ۱۸۲۸ آغاز شد که در نهایت منجر به شکست دوباره قاجاریان شد و معاهده ترکمنچای به امضاء رسید طی این معاهده علاوه بر سرزمین‌های معاهده گلستان سه ولایت دیگر قفقاز یعنی ایروان و نخجوان و بخشهای دیگری از تالش از ایران سلب و به روسیه واگذار شد، ایران حق کشتیرانی در دریای خزر را از دست داد و ملزم به پرداخت ۱۰ کرور تومان به عنوان غرامت به روسیه شد و مردم ایران ناچار به پذیرش کاپیتولاسیون (قضاوت کنسولی) شدند.

## پایان حکومت قاجار
اندکی پس از کودتای ۱۲۹۹ و قدرت گرفتن سردار سپه، احمدشاه به اروپا رفت. پس از خروج احمدشاه از ایران عوامل رضاخان، اندیشه الغای سلطنت و رئیس‌جمهور شدن سردار سپه را پیش آوردند که با مخالفت و مقاومت شدید برخی از سیاسیون، روحانیان و مردم، طرح جمهوری با شکست روبرو شد. پس از اعلام وفاداری سردار سپه به احمدشاه، وی به ایران بازگشت اما بار دیگر پس از نخست‌وزیری سردار سپه به اروپا رفت.
سرانجام سید محمد تدین نایب رئیس مجلس پنجم شورای ملی که از هواداران رضاخان بود، در روز ۹ آبان ۱۳۰۴ خورشیدی، لایحه‌ای را به مجلس ارائه نمود که با تصویب آن در همان روز توسط نمایندگان مجلس، احمد شاه از سلطنت خلع شد و حکومت موقت «در حدود قانون اساسی و قوانین موضوعه مملکتی به رضاخان پهلوی» سپرده شد، انحلال سلسله قاجار رسماً اعلام و «تعیین تکلیف حکومت قطعی» به مجلس مؤسسان واگذار شد. سپس با تشکیل مجلس مؤسسان ی که سردار سپه ترتیب داده بود با از قدرت برکنار کردن آخرین «شاه» دودمان قاجار شاهنشاهی قاجاریان را به پایان رساند. در ۲۱ آذر ۱۳۰۴، سلطنت ایران به «رضا شاه پهلوی» واگذار شد. مراسم تاجگذاری رضاشاه در ۴ اردیبهشت ۱۳۰۵ انجام شد.
متن مصوبه انقراض قاجاریه چنین بود:
قانون اعلام انقراض سلطنت قاجاریه و تفویض حکومت موقتی به شخص آقای رضاخان پهلوی
مصوب ۹ آبان ماه ۱۳۰۴ شمسی
ماده واحده - مجلس شورای ملی به نام سعادت ملت انقراض سلطنت قاجاریه را اعلام
نموده و حکومت موقتی را در حدود قانون اساسی و قوانین‌موضوعه مملکتی به شخص آقای
رضاخان پهلوی واگذار می‌کند - تعیین تکلیف حکومت قطعی موکول به نظر مجلس مؤسسان
است که برای تغییر مواد ۳۶ - ۳۷ - ۳۸ - ۴۰ متمم قانون اساسی تشکیل می‌شود.
این قانون که مشتمل بر یک ماده است در جلسه نهم آبان ماه یک هزار و سیصد و چهار
شمسی به تصویب مجلس شورای ملی رسید.
نایب رئیس مجلس شورای ملی - سید محمد تدین.
۱۰ روز پس از خلع احمدشاه از سلطنت، سفیر انگلستان نزد رضاخان رفت و طی یادداشتی از سوی دولت انگلستان حکومت وی را به رسمیت شناخت. فردای همان روز نیز سفیر شوروی نزد رضاخان رفته و به رسمیت شناختن حکومت او را توسط دولت متبوعش اعلام کرد.
با این حمایت همه‌جانبه از سوی دولتهای بزرگ خارجی، رضاخان روز ۱۵ آذر ۱۳۰۴ مجلس مؤسسان را با نطق خود افتتاح کرد. این مجلس پس از یک هفته بحث، رضاخان را به پادشاهی ایران برگزید و سلطنت را در خانواده او موروثی کرد.
۲۲ آذر ۱۳۰۴، از سوی مجلس مؤسسان، سلطنت دایمی در ایران به رضاخان و خانواده اش واگذار شد. این واگذاری دو هفته پس از اعلام انقراض سلسله قاجار و به دنبال تشکیل جلسه و تغییر اصول ۳۶، ۳۷، ۳۸ و ۴۰ متمم قانون اساسی صورت گرفت. خبر این انتصاب، روز ۲۳ آذر توسط میرزا حسن خان مشارالملک وزیر خارجه وقت به تمام سفارتخانه‌های ایران ابلاغ شد.
محمد حسن میرزا قاجار برادر کوچک‌تر احمدشاه قاجار و ولیعهد وی درسال ۱۳۰۸ هجری شمسی پس از وفات احمدشاه در پاریس، اعلامیه‌ای را صادر کرد و در آن خود را شاه قانونی ایران اعلام نمود (پیش از آن احمدشاه حاضر به استعفاء نشده بود). در طی حوادث شهریور ۱۳۲۰ هجری شمسی و استعفای رضاشاه پهلوی بار دیگر خواستار بازگشت به ایران گردید و سرانجام در فقر و تنگدستی در شهر پاریس درگذشت.

## صدراعظم‌های ایران در دوره قاجار
| نام پادشاه    | نام صدر اعظم                             | وقایع مهم زمان صدر اعظم | عاقبت کار صدر اعظم                                                                             |
| ------------- | ---------------------------------------- | --- | ---------------------------------------------------------------------------------------------- |
| آقا محمدخان   | حاج ابراهیم خان کلانتر                   | رویگردانی از خاندان زندیه و کمک به آقا محمدخان برای تأسیس سلسهٔ قاجاریه                                                                                          | تا پایان پادشاهی آقا محمدخان منصب خود را حفظ کرد.                                              |
| فتحعلی شاه    | ۱.حاج ابراهیم کلانتر                     | ۱. سرکوب مدعیان پادشاهی و کمک به فتحعلی شاه برای رسیدن به پادشاهی ۲. جلوگیری از لشکر کشی فتحعلی شاه به افغانستان                                                | در سال ۱۱۷۹ شمسی به همراه خانواده و نزدیکانش به فرمان فتحعلی‌شاه به قتل رسید.                   |
| فتحعلی شاه    | ۲. میرزا شفیع مازندرانی                  | ۱. وقوع جنگ‌های ایران و روس 1. تلاش برای ایجاد روابط خارجی 2. توجه به اماکن متبرکه و شعائر اسلامی                                                                | در سال ۱۱۹۸ خورشیدی به مرگ طبیعی درگذشت.                                                       |
| فتحعلی شاه    | ۳.محمدحسین صدر اصفهانی                   | ۱. انعقاد عهدنامه ارزنه الروم اول با حکومت عثمانی ۲. تشکیل وزارت امور خارجه                                                                                     | در سال ۱۲۰۲ خورشیدی به مرگ طبیعی درگذشت.                                                       |
| فتحعلی شاه    | ۴.عبدالله خان امین‌الدوله                 | ۱. افزایش نارضایتی به سبب شکست از روسیه ۲. قتل گریبایدوف سفیر روس در تهران                                                                                      | در سال ۱۲۲۶ خورشیدی در نجف به مرگ طبیعی درگذشت.                                                |
| فتحعلی شاه    | ۵.الله‌یار خان آصف‌الدوله                  | ۱. آغاز دورهٔ دوم جنگ‌های ایران و روس ۲. انعقاد قرارداد ترکمنچای                                                                                                  | در دوره محمدشاه به دلیل کارشکنی در جریان جنگ‌های ایران و روس به عراق تبعید شد و در آنجا درگذشت. |
| محمدشاه       | ۱.میرزا ابوالقاسم قائم مقام فراهانی      | ۱. کمک به محمدشاه برای رسیدن به پادشاهی 1. اصلاح امور مالی کشور 2. مخالفت با سیاست‌های استعماری روسیه و انگلیس                                                   | در سال ۱۲۱۴ خورشیدی به فرمان محمدشاه در باغ نگارستان تهران به قتل رسید.                        |
| محمدشاه       | ۲.حاجی میرزا آقاسی ایروانی               | ۱. ظهور علی محمد باب و آقاخان محلاتی 1. طغیان سالار الدوله 2. انعقاد عهدنامه ارزنه الروم دوم با عثمانی                                                          | در سال ۱۲۲۸ خورشیدی در عراق به مرگ طبیعی درگذشت.                                               |
| ناصرالدین شاه | ۱. میرزا تقی خان فراهانی (امیر کبیر)     | ۱. کمک به ناصرالدین میرزا برای رسیدن به قدرت 1. پایان دادن به شورش سالار الدوله و باب 2. انجام اصلاحات در زمینه‌های مختلف 3. درپیش گرفتن نقش فعال در سیاست خارجی | در سال ۱۲۳۱ خورشیدی به فرمان ناصرالدین شاه در حمام فین کاشان به قتل رسید.                      |
| ناصرالدین شاه | ۲. میرزا آقاخان نوری                     | ۱. انعقاد قرارداد پاریس و جدایی افغانستان از ایران ۲. ایجاد روابط دوستانه با انگلستان                                                                           | در سال ۱۲۴۳ خورشیدی در شهر قم درگذشت.                                                          |
| ناصرالدین شاه | ۳. میرزا محمدخان سپهسالار                | ۱. دادن امتیازات شیلات به روسیه ۲. احداث سیم تلگراف | در سال ۱۲۴۶ خورشیدی به مرگ طبیعی در مشهد درگذشت.                                               |
| ناصرالدین شاه | ۴.میرزا حسین سپهسالار (مشیرالدوله)       | ۱. تشویق ناصرالدین شاه برای سفر به اروپا ۲. دادن امتیاز رویتر به یک فرد انگلیسی                                                                                 | در سال ۱۲۶۰ خورشیدی به مرگ طبیعی در مشهد درگذشت.                                               |
| ناصرالدین شاه | ۵. میرزا یوسف آشتیانی مستوفی الممالک     | ۱. سفر دوم ناصرالدین شاه به اروپا ۲. اختلاف ایران و انگلیس بر سر ناحیه کوهک سیستان                                                                              | در سال ۱۲۶۵ خورشیدی درگذشت.                                                                    |
| ناصرالدین شاه | ۶. میرزا علی اصغرخان اتابک (امین السطان) | ۱. سفر سوم ناصرالدین شاه به اروپا 1. دادن امتیاز لاتاری 2. واگذاری امتیاز تالبوت                                                                                | در سال ۱۲۸۶ خورشیدی به دلیل همکاری با محمدعلی شاه، توسط انقلابیون مشروطه ترور شد.              |
| محمد علی شاه  |                                          | به توپ بستن مجلس توسط ولادیمیر پلاتونوویچ لیاخوف |                                                                                                |

## تقسیم‌بندی اداری
در اوایل دورهٔ قاجار، ایران به پنج حکمرانی و دوازده حاکم‌نشین تقسیم ‌می‌شد. در آغاز سدهٔ سیزدهم قمری، بخشی از این تقسیم‌بندی تغییر یافت، به‌طوری که در اواسط سلطنت ناصرالدین شاه قاجار، ایران دارای چهار ایالت و بیست‌و‌سه ولایت بود. پس از برقراری مشروطه و تاسیس مجلس شورای ملی، طبق قانون اساسی، تغییر سرحد ولایات و ایالات بدون تصویب قانون ممنوع شد. این‌گونه بود که مجلس شورای ملی در دی‌‌ماه ۱۲۸۶ خورشیدی، قانونی با عنوان «قانون ایالات و ولایات» را به تصویب رساند که مطابق آن، ایران به چهار ایالت و دوازده ولایت تقسیم شد. این قانون تا سال ۱۳۱۶خ و تقسیم‌بندی نو پابرجا بود.

## وضعیت انسجام ملی
بنابر نظریه‌ای که توسط عباس امانت در یک سخنرانی در دانشگاه لس آنجلس بیان گشته آمده است که: «به علت مشکلات روی داده در دوره افشاریه و دوره زندیه سرزمین ایران دارای ناامنی‌های داخلی (مانند ناامنی‌های جاده‌ای) بود و ارتباط با خارج از کشور از جنوب و شمال ایران کاهش یافته بود و زمانی که دولت قاجاریه به وجود آمد ایران از نظر اقتصادی و سیاسی در وضعیت بدی به‌سر می‌برد و اولین انسجام ایران به شکل امروزی مدیون آقامحمدخان قاجار است هرچند که در زمان پادشاهان بعدی قاجاریه بخش‌هایی از ایران جدا شدند ولی خاک اصلی به صورت یک دولت متحد از زمان آقامحمدخان قاجار به بعد شکل گرفت و از نظر مورخان آن دوره وی به عنوان قهرمان ایران شناخته می‌شد و با وجود آغاز جنگ‌های عقیدتی که از زمان وی آغاز شد ولی ایران از نظر جنگ‌های داخلی به ثبات نسبی‌ای رسید».
در مقابل نظریه مؤسسه مطالعات تاریخ معاصر ایران در این جهت است که: «عدم مشروعیت و مقبولیت ملی و شیوه حکومتی آقامحمدخان و جانشینانش دفاع ملی ایرانیان را در مقابل بیگانگان خدشه‌دار کرد. در تهاجم انگلیسیها در جریان جنگ‌های هرات و حملات روسها، عنصر تهاجمی ذاتی ایرانیها و قومیتهای مسلح میان دفاع از حکمران غیرمسئول و قوای بیگانه دچار تضاد و تزلزل جدی می‌شد و همین امر کار بیگانگان را در ورود به خاک ایران با همه تدارکات اندکشان موفق جلوه می‌داد و دولتمردان را وادار به عقد معاهدات ویرانگر می‌کرد. حذف یا عدم تحمل عنصر دیوانسالاری ایرانی در جای جای حکمرانی این سلسله هویداست. حذف فیزیکی حاج ابراهیم کلانتر، قتل قائم مقام (فراهانی) و امیرکبیر و حذف سیاسی سایر رجال آشنا به هویت و جایگاه شایسته مردم ایران را که امیدهایی برای نجات مردم و حتی هدایت خود حکمرانان بودند، باید از نمونه‌های بارز این شیوه حکمرانی غیر بومی و غیر ملی حاکمان این عصر به‌شمار آورد».

## جنگ‌ها

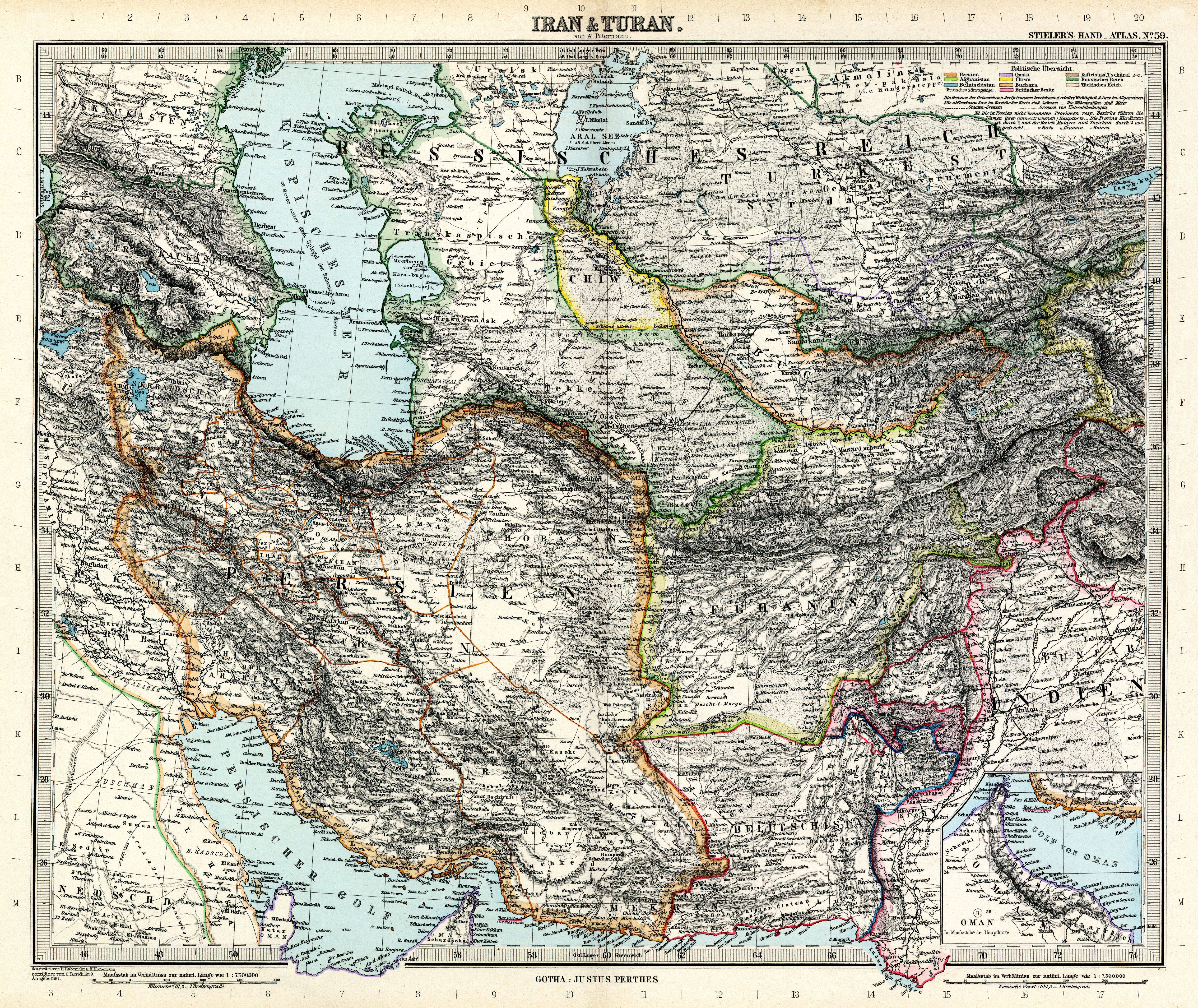
مرزهای ایران در اواخر دوره قاجار در نقشه ایران و توران در دوره قاجاریه

دوران قاجار مصادف بود با دوران استعمار و جهانگشایی امپراطوری‌های مدرن. در این دوران ایران درگیر جنگ‌های متعددی شد و سال‌ها مقابل روس‌ها و انگلیسی‌ها مقاومت کرد. با اینکه ایران در دوران قاجار برخلاف کشورهای منطقه هرگز مستعمره نشد ولی بخش‌هایی از خاک خود را در این جنگ‌ها به‌ویژه با روسیه از دست داد. [۳]
دو جنگ بزرگ بین ایران و روسیه تزاری در زمان پادشاهی فتح‌علی‌شاه قاجار روی داد. این جنگ‌ها با شکست ایران از روسیه پایان یافت و بخش‌هایی از ایران (قفقاز) به قلمرو امپراتوری روسیه پیوست. در این جنگ‌ها ایران و روسیه معاهده گلستان و معاهده ترکمنچای را امضا کردند.
دو جنگ بین ایران و امپراتوری بریتانیا که در صدد گسترش امپراتوری بود در زمان پادشاهی ناصرالدین شاه قاجار روی داد. در این جنگ‌ها ایران و انگلیس معاهده پاریس را امضا کردند.

### جنگ جهانی اول
در طول جنگ جهانی اول، علیرغم اعلام رسمی بی‌طرفی ایران، دو کشور بریتانیا و امپراتوری روسیه به دلیل عدم اعتماد باعث نقض حاکمیت ارضی شدند. روسیه، پس از اشغال شمال غرب ایران، در اطراف قزوین لشکر کشید وبا نزدیک شدن به تهران (پایتخت ایران) باعث بحرانی شدن اوضاع تهران و انحلال مجلس شد. به طوری که احمدشاه و اطرافیان تصمیم گرفتند که با ترک تهران و جا به جایی پایتخت، سلسله قاجار را حفظ کنند. اما از دست رفتن پایتخت ممکن بود به شورش شهرها منجر شود. از این رو با جداسازی دولت و سلطنت، پایتخت دولت وقت به قم و سپس به اصفهان مهاجرت کرد و پایتخت سلطنت همچنان در تهران ماند.

## قحطی‌های بزرگ در ایران
دوره قاجار شاهد دو قحطی بزرگ در تاریخ ایران بود.

### قحطی ۱۲۵۰–۱۲۴۹
قحطی بزرگ ۱۲۵۰–۱۲۴۹ هجری شمسی (۱۲۸۸–۱۲۸۷ هجری قمری) (۱۸۷۰ تا ۱۸۷۱ میلادی) باعث تلفات جانی فراوانی در ایران گردید. برطبق برآوردها حدود یک دهم جمعیت ایران در این سال‌ها از گرسنگی مردند.

### قحطی بزرگ ۱۲۹۸–۱۲۹۶
قحطی بزرگ ۱۲۹۸–۱۲۹۶ هجری شمسی (۱۹۱۷ تا ۱۹۱۹ میلادی) قحطی بزرگی بود که تلفات جانی فراوانی را در ایران سبب شد در این قحطی علاوه بر بی‌کفایتی شاهان قاجار دولت انگلیس متهم به نسل‌کشی می‌باشد.
از دیدگاه مجد در این قحطی حدود ۴۰٪ (در برخی دیگر از منابع ۲۵ درصد) از جمعیت ایران به‌دلیل گرسنگی و سوءتغذیه و بیماری‌های ناشی از آن جان باختند.

## انقلاب مشروطه
در دوره پادشاهی ناصرالدین شاه با توسعه روابط خارجی ایران و اروپا افراد مختلفی به کشورهای اروپایی سفر کردند و به تدریج با پیشرفت‌های آنان آشنا شدند. این آشنایی موجب آگاهی مردم از ضعف و عقب‌ماندگی کشور و اعتراض آنان به نظام استبدادی شد. افزون بر این، نابسامانی‌هایی مانند مشکلات اقتصادی، قحطی‌ها و شیوع ویروس‌ها در بروز نارضایتی و اعتراض عمومی نقش داشتند.
ادامه انقلاب مشروطه با گسترش اعتراضات، حمایت روحانیون برجسته و در پی آن مهاجرت صغری و کبری و بست‌نشینی در سفارت انگلیس سرانجام در تاریخ ۱۴ مرداد ۱۲۸۵ خورشیدی صدور فرمان مشروطیت توسط مظفرالدین‌شاه، تشکیل مجلس شورای ملی و همچنین تدوین قانون اساسی را به دنبال داشت.
مظفرالدین‌شاه مدت کوتاهی پس از صدور فرمان مشروطیت درگذشت و محمدعلی‌شاه که مخالف مشروطه بود جانشین او شد. او با حمله به مجلس و به توپ بستن آن مجلس را منحل کرد. اما با مقاومت مردم ایران به‌ویژه در تبریز و گیلان روبه‌رو شد که در پایان با فتح تهران محمدعلی شاه برکنار شد و فضل‌الله نوری نیز اعدام شد.

## فرهنگ

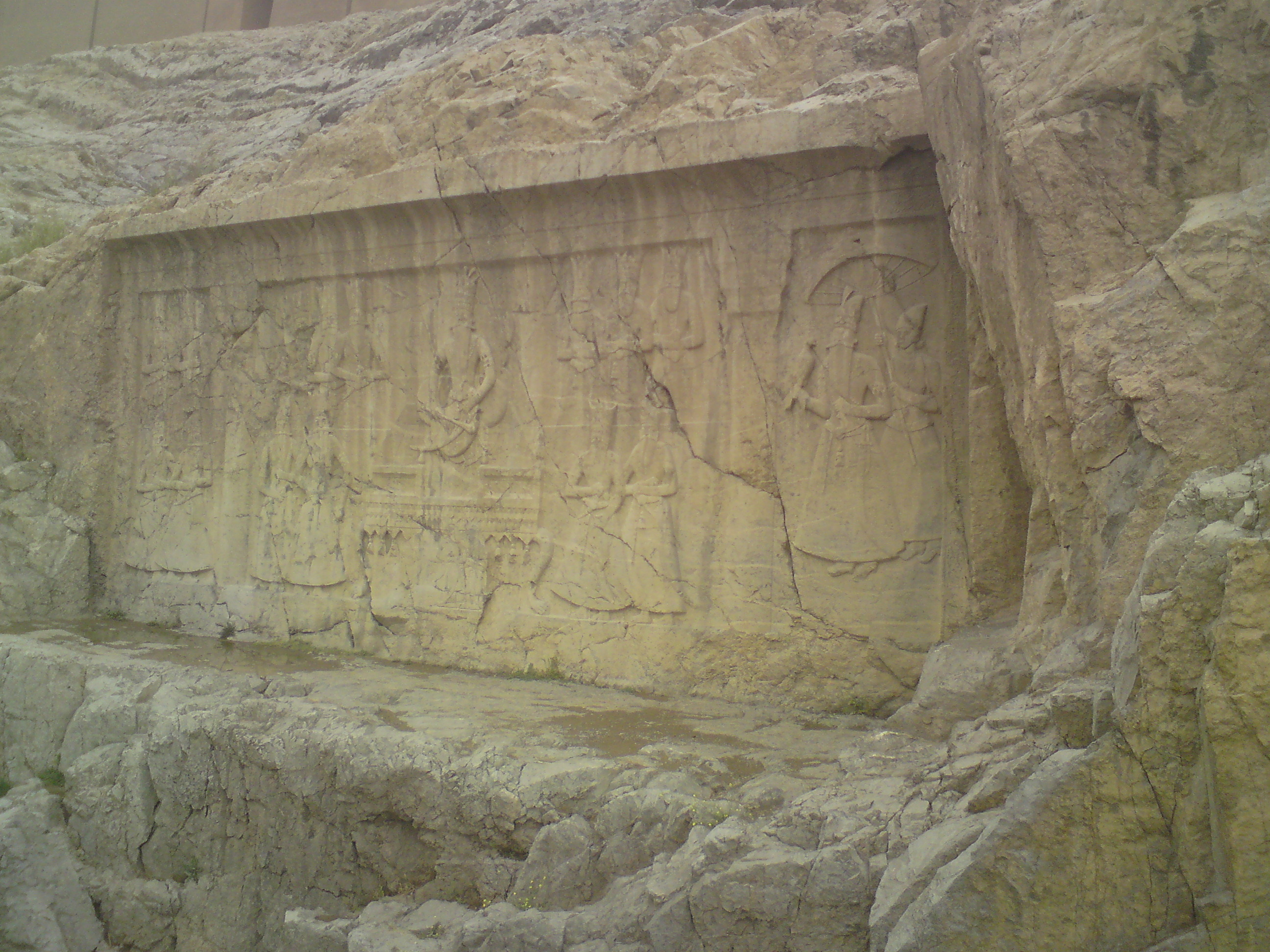
سنگ‌نگاره فتحعلی‌شاه.

بنابر نظریه‌ای که توسط عباس امانت در یک سخنرانی در دانشگاه لس آنجلس بیان گشته آمده است که: «دولت قاجاریه باوجود نقاط ضعف گوناگون، در نیمه اول قرن نوزدهم به عنوان پشتیبان و پرورندهٔ یک فرهنگ شاخص و قابل توجه در طول تاریخ ایران یگانه بود و قاجاریه در مقایسه با کشورهای دیگر دنیای اسلام در خاورمیانه از جمله مصر و حتی دولت عثمانی کارنامه روشن و جذابی دارد».
در مقابل نظریه مؤسسه مطالعات تاریخ معاصر ایران در این جهت است که: «بی‌توجهی ذاتی آقامحمدخان قاجار (با انتساب خود به خاندانهای مغول) به هویت ایرانی، زبان پارسی، و شیوه‌های ایرانی حکمرانی که با هدایت عنصر ایرانی امثال نظام‌الملکها، خواجه‌نصیرها، جوینیها و کسانی که با پیروی از نظام دیوانسالاری ملی ایرانی اندکی از تندخوییهای مهاجمان ترک و تاتار می‌کاست، بعدها در اوج گرایشهای ملی در جهان، دست شاهان قاجار را در بسیج مردمی در چالشهای بزرگ ملی از این سرمایه بزرگ تهی کرد. تا جایی که مجبور شدند پس از کمرنگ شدن جنگجویی قاجارها بر اثر شرایط جدید جهانی به نیروی معنوی روحانیون تکیه نمایند، همان عنصری که بعدها در ماجرای مشروطه با پیوند با مِلّیون و تحصیل‌کردگان اروپا به زیان استبداد آن‌ها تمام شد و بعدها طومار پادشاهی آن‌ها را در هم پیچید».

### نقش خاندان‌ها در فرهنگ قاجاریه
تعدادی از خاندان‌های ایران در دوره قاجاریه با توجه به تداوم اعتقادی و ثروتی که داشتند در نشر و نگهداری فرهنگی خاص کوشا بودند به عنوان مثال:
- خاندان قائم مقام فراهانی برای شعرا، نثرنویسان، نقاشان و معماران نقش پرورنده و ولی‌نعمت داشت او همچنین احترام و اعتبار زیادی برای خوشنویسان قائل بود
- خاندان معیرالممالک مخصوصاً دوستعلی‌خان نظام‌الدوله (نظام‌الدوله) در اواخر دوران فتحعلی شاه و اوائل دوره ناصرالدین‌شاه نقش عمده‌ای در پیدایش نوعی معماری که پیوندی بین معماری بومی و فرنگی بود داشت. تکیه دولت که یکی از شاهکارهای معماری دوره قاجاریه است از ابتکارات او بود. خاندان معیری در نگارش و پیدایش نقاشی‌های هزار و یک شب صنیع‌الملک تأثیر بسیاری داشتند و رهی معیری، شاعر و ترانه‌سرای معاصر، از بازماندگان این خاندان هنری است. این خاندان همچنین در فرهنگ غذایی ایران نیز تأثیرات بسزایی داشتند و گوجه‌فرنگی را برای اولین بار در مزرعه‌ای که محوطهٔ فرودگاه مهرآباد کنونی است پرورش دادند.
- نقاشان معرفی مانند کمال‌الملک و صنیع‌الملک در خانواده غفاری کاشانی پرورش یافتند و فرخ غفاری از این خاندان هم نقش عمده‌ای در پیدایش جشن هنر و سینمای ایران پیش از انقلاب داشته است.
- از خاندان صبای کاشانی اسطوره‌های فرهنگی و ادبی‌ای مانند ملک‌الشعرای بهار و ابوالحسن خان صبا رشد یافتند.
- خاندان هدایت در ادبیات معاصر ایران تأثیر زیادی داشتند از جمله رضاقلی‌خان هدایت مورخ که روایت ادبی ایران به صورتی که امروز می‌شناسیم از ابتکارات اوست و صادق هدایت در سده بیستم از همین خانواده برخاسته‌اند.
- از خانواده وصال شیرازی و خانواده فروغی افراد بزرگی از جمله محمدعلی ذکاءالملک، ادیب روشنفکر، روزنامه‌نگار و سیاستمدار و مؤسس فرهنگستان ایران نقش مهمی در شکل‌گیری دوره پهلوی دارد.
- خاندان پیرنیا در روایت تاریخی ایران تأثیر بسزایی داشتند و برای نخستین بار با کمک علی‌اکبر فراهانی ردیف‌های موسیقی سنتی ایرانی را باز نوشتند و تدوین کردند.[۳۸]
- خاندان دولتشاهی یکی از بزرگ‌ترین و معتبرترین خاندان عهد قاجاری و پس از آن هستند، شاهزادگان تهماسب میرزاموید الدوله که فقیه القاجار نام داشت او شاعر بود و اهل کتاب و کتابی به نام فقه طهماسب از او موجود است یا امامقلی میرزا عمادالدوله، مادرش مهرافروزخانم کلهر دختر یکی از بزرگان ایل کلهر بود. ابتدا در سنقر و کلیایی حکومت داشت. سپس مدتی در تهران به تحصیل سپری کرد. در دوران ناصرالدین شاه دو بار به حکومت کرمانشاه و کردستان منصوب شد و مدتی نیز وزیر عدلیه بود. شاهزاده عبدالصمد میرزا دولتشاهی ملقب به موید السلطان ولادت ۱۲۴۷ شمسی وفات ۱۳۱۰ شمسی او اهل شعر بود و کتابی دوجلد دربارهٔ تاریخ شاهان و قاجار در کتابخانه و موزه ملی ملک از وی موجود هست و همچنین کتابی دست‌نویس ارزشمند دربارهٔ تاریخ سیاسی حاکمان ولایات قاجار علی‌الخصوص پدر تهماسب میرزا موید الدوله هم در موزه شخصی موجود می‌باشد

## اقتصاد
واحد پول ایران در دوران قاجاری «قِران» نام داشت که از نقره ضرب می‌شد. هر قران بیست شاهی و هر شاهی پنجاه دینار ارزش داشت؛ یعنی هر قران برابر با هزار دینار بود. دو شاهی را صد دینار (صنار) و چهار شاهی را عباسی می‌گفتند. هر تومان نیز ده قران یا ده هزار دینار ارزش داشت. اصطلاح ریال در بعضی نقاط کشور رایج بود و به یک قران و پنج شاهی (۱٫۲۵ قران) گفته می‌شد. سکه‌های سیاه کم‌ارزشی هم با نام پول و قاز رایج بودند. هر دو پول یک شاهی و هر پنج قاز یک شاهی ارزش داشت.

##### صادرات
یسوی به نقل از میلبورن، پنبه را در آغاز سده نوزدهم یکی از صادرات مهم بندر بوشهر ذکر می‌کند.
در نیمه نخست سده نوزدهم تنباکو نیز از مهم‌ترین اقلام صادراتی ایران به شمار می‌آمد که به هند، عثمانی و مصر صادر می‌شده است.
در این زمان تنباکو در بیشتر قسمت‌های ایران کشت می‌شد. علاوه بر اینها صادرات خشکبار نیز رشد فزاینده‌ای داشت و از ۳درصد کل صادرات در ۱۲۶۸ به ۱۸درصد در سال۱۲۸۹ رسید.
تلاش دولت برای افزایش حجم صادرات برای جبران کسری تراز بازرگانی یا کاستن از آن صورت می‌گرفت. در حقیقت نیازی که برای صدور مواد غذایی وجود داشت به کمبود شدید مواد غذایی و بروز قحطی منجر شد.
بر اساس گزارشی که جمالزاده از اقلام صادراتی ایران در دوره مورد نظر به دست می‌دهد به جز بخش اندکی مواد معدنی و صنایع دستی، بقیه شامل محصولات دامی و کشاورزی می‌شوند، قالی و قالیچه پشمی، برنج، ابریشم، پیله ابریشم، پوست، تریاک، صمغ، پشم، دواجات نباتی، نمک‌های معدنی، مواد رنگی و حیوانات اهلی همچون شتر، اسب، استر، خر، سگ‌های شکاری و گوسفند و بز و بره. وی معتقد است ازآنجاکه صنعت چندان در این مملکت پایی نگرفته است، ناچار همه چیز از ممالک بیگانه و مخصوصا اروپا به ایران می‌آید.
ن ملکم در گزارشی تحت عنوان the Melville papers برخی از منابع ایران را به قرار زیر توضیح می‌دهد:
ابریشم، پشم کرمان، آهن، مس و قلع، غلات که یکی از منابع اصلی صادراتی ایران به دریای احمر، بصره و ساحل جنوبی خلیج‌فارس و بعضی اوقات به سورات و بمبئی صورت می‌گیرد.

##### وابستگی شدید به کشاورزی
آن لمبتون در کتاب مالکیت و اقتصاد در ایران اشاره می‌کند که در دوران قاجار، کشاورزی تنها منبع اصلی درآمد کشور بود و عمده جمعیت به فعالیت‌های زراعی اشتغال داشتند. اما کمبود فناوری‌های مدرن و مشکلات مدیریتی باعث شد که این بخش نیز نتواند به بهره‌وری بالایی برسد. لمبتون معتقد است که نبود ابزارهای پیشرفته و ساختار مالکیتی ناعادلانه، باعث عدم توسعه این بخش و در نتیجه کاهش درآمدهای اقتصادی شد.
حکومت قاجار با بحران‌های مالی منظم و متعدد روبرو بود، اولین موج بحران‌ها در دهه ۱۸۲۰م/۱۲۰۰ش شروع شد، هنگامی که در اثر جنگ‌های ایران و روسیه هم بخش‌هایی از ایران جدا شد هم این کشور مجبور به پرداخت غرامت سنگین گردید، این بحران در دهه بعد به اوج رسید اما با اصلاحات مالی امیرکبیر از ۱۸۴۸م/۱۲۲۷ش تا ۱۸۵۱م/۱۲۳۰. ش بودجه متعادل و شدت بحران مالی کمتر شد. این وضعیت در دهه ۱۸۸۰م/۱۲۶۰ش عوض شد و ایران به یک بحران مالی مزمن دچار شد. آن‌چنان‌که لمبتون ادعا می‌کند: «از حکومت محمدشاه قاجار (۱۸۴۸–۱۸۳۴م/۱۲۲۷–۱۲۱۳ش) به بعد ایران مدام با بحران‌های مالی روبرو بوده است» غرامتی که ایران باید برای برهم زدن قرارداد انحصار تنباکو به شرکت بریتانیایی رژی می‌پرداخت و همچنین از بین رفتن تولید ابریشم به عنوان یکی از منابع اصلی درآمد دولت، آن را مجبور کرد برای اولین بار از خارجی‌ها وام دریافت کند. اسراف شاه و حرم‌سرای او، فساد در دستگاه مالیاتی و سفرهای خارجی شاهان هم به این بحران‌ها دامن می‌زد. در دهه ۱۸۹۰م/۱۲۷۰ش کسری بودجه دولت به ۳۰۰ هزار تومان (۶۰ هزار پوند استرلینگ) رسید و این کسری ۱۵ سال بعد، ده برابر افزایش یافته بود و ایران در سال ۱۹۰۵م/۱۲۸۴ ش با سه میلیون تومان (۶۰۰ هزار پوند استرلینگ) کسری بودجه روبرو بود. به دنبال بی‌ثباتی اوضاع سیاسی و اجتماعی ایران پس از جنگ جهانی اول، در فاصله سال‌های ۱۲۹۷ تا ۱۲۹۹ هجری شمسی، فضای اجتماعی و سیاسی ایران بحرانی بود. همین امر موجبات کودتای ۳ اسفند ۱۲۹۹ را فراهم آورد. پس از رسیدن رضاخان به مقام نخست‌وزیری کم‌کم فکر حمایت از صنایع داخلی و وطنی شکل گرفت و بهترین راهکار برای اجرای این هدف تعیین مالیات‌های سنگین برای کالاهای خارجی بود. تصویری از یک سند در فضای مجازی انتشار یافته است که ظاهراً به این نکته اشاره دارد که در دوره احمد شاه قاجار و در زمان نخست‌وزیری رضاخان مجلس قانون «استعمال البسه وطنی» را که چند ماه پیش‌تر تصویب کرده بود لازم‌الاجرا نمود و با حکم شاه قرار شد لباس مقامات و خدمتکاران دولت از منسوجات داخلی تهیه شود و دستور به استفاده از لباس وطنی صادر گردید. برطبق متن حکمی که در تصویر نامبرده در فضای مجازی انتشار یافته، احمد شاه قاجار فرمان اجرای قانون استعمال البسه وطنی مصوب مجلس شورای ملی در ۱۳۰۱ شمسی را لازم‌الاجرا اعلام داشته است: «ما سلطان احمد شاه قاجار، مقرر می‌داریم ماده اول قانون استعمال البسه وطنی که ضمیمه این دستخط است مثل قوانین مملکتی به موقع اجرا گذارده شود.»
| کشور             | واردات ایران | درصد  | صادرات ایران | درصد  |
| ---------------- | ------------ | ----- | ------------ | ----- |
| روسیه            | ۶۴۰۰۰        | ۵۵/۵۳ | ۵۴۳۷۱        | ۷۱/۵۷ |
| بریتانیا و هند   | ۳۲۰۳۲        | ۲۷/۷۶ | ۱۰۲۸۰        | ۱۳/۵۳ |
| عثمانی           | ۴۰۲۱         | ۳/۴۹  | ۶۶۳۷         | ۸/۷۴  |
| آلمان            | ۵۴۶۸         | ۴/۷۴  | ۵۳۱          | ۰/۶۹  |
| فرانسه           | ۳۵۳۳         | ۳/۰۶  | ۸۲۶          | ۱/۰۹  |
| ایتالیا          | ۱۰۰۸         | ۰/۸۷  | ۲۶۱۴         | ۳/۴۴  |
| بلژیک            | ۲۷۴۰         | ۲/۳۸  | ۴۱           | ۰/۰۵  |
| اتریش - مجارستان | ۱۶۰۶         | ۱/۳۹  | ۱۳۰          | ۰/۱۷  |
| افغانستان        | ۸۹۹          | ۰/۷۸  | ۵۳۴          | ۰/۷   |

| سال         | با روسیه           | با بریتانیا     |
| ----------- | ------------------ | --------------- |
| ۱۲۵۴ش/۱۸۷۵م | حدود ۱ میلیون      | ۱/۷ میلیون      |
| ۱۲۷۴ش/۱۸۹۵م | ۳/۴ تا ۳/۵ میلیون  | ۳ میلیون        |
| ۱۲۸۳ش/۱۹۰۴م | ۳/۷۵ تا ۵/۵ میلیون | ۲/۵ تا ۳ میلیون |
| ۱۲۹۳ش/۱۹۰۴م | ۱۲ میلیون          | ۴/۵ میلیون      |

| سال       | برآورد کننده | درآمد به تومان | درآمد به پوند استرلینگ |
| --------- | ------------ | -------------- | ---------------------- |
| ۱۸۰۷      | گاردان       | ۲٬۰۰۰٬۰۰۰      | ۲٬۰۰۰٬۰۰۰              |
| ۱۸۱۰–۱۸۱۱ | مالکوم       | ----           | ۳٬۰۰۰٬۰۰۰              |
| ۱۸۲۰      | فریزر        | ۲٬۵۰۰٬۰۰۰      | ۲٬۲۰۰٬۰۰۰              |
| ۱۸۳۶      | عیسوی        | ۲٬۴۶۱٬۰۰۰      | ----                   |
| ۱۸۳۹–۱۸۴۰ | رابینو       | ۳٬۴۰۲٬۶۱۵      | ۱٬۸۳۵٬۹۹۴              |
| ۱۸۵۳–۱۸۵۴ | رابینو       | ۳٬۳۶۸٬۵۵۸      | ۱٬۱۵۳٬۱۶۳              |
| ۱۸۶۸      | تامسون       | ۵٬۰۱۲٬۵۰۰      | ۱٬۹۶۵٬۰۰۰              |
| ۱۸۷۶–۱۸۷۷ | رابینو       | ۵٬۰۷۰٬۰۰۰      | ۱٬۹۵۰٬۸۰۰              |
| ۱۸۸۸–۱۸۸۹ | کرزن         | ۵٬۵۳۱٬۰۰۰      | ۱٬۶۵۳٬۰۰۰              |
| ۱۹۰۷      | جمال‌زاده     | ۸٬۰۰۰٬۰۰۰      | ۱٬۵۳۸٬۰۰۰              |